# Форест Хајтс (Мериленд)
Форист Хајтс (енгл. Forest Heights) град је у америчкој савезној држави Мериленд.

## Демографија
По попису из 2010. године број становника је 2.447, што је 138 (-5,3%) становника мање него 2000. године.
| Група             | 2000.         | 2010.         |
| Белци             | 323 (12,5%)   | 174 (7,1%)    |
| Афроамериканци    | 2.045 (79,1%) | 1.844 (75,4%) |
| Азијати           | 87 (3,4%)     | 96 (3,9%)     |
| Хиспаноамериканци | 76 (2,9%)     | 276 (11,3%)   |
| Укупно            | 2.585         | 2.447         |